# Genesys
Genesys è un'azienda di informatica e telecomunicazioni statunitense, fondata da Gregory Shenkman e Alec Miloslavsky nell'ottobre del 1990 e appartenente al gruppo Permira Funds .

## Storia
I fondi iniziali per l'avvio della società provenivano da un mutuo di 150,000 dollari fatto dalle famiglie dei fondatori stessi. L'azienda ha completato la sua offerta pubblica iniziale (IPO) nel giugno del 1997 ed è stata quotata al NASDAQ, borsa valori con il simbolo ticker GCTI. Nel dicembre dello stesso anno Genesys ha acquisito Forte Software, Inc. (successivamente rinominata Adante), sviluppatrice di software per la gestione di e-mail. Nel giugno del 1999 l'azienda ha acquisito anche Next Age Technologies, che sviluppava software per la gestione della forza lavoro. Sul finire del 1999, Alcatel-Lucent (allora nota come Alcatel) ha acquisito Genesys per 1.5 miliardi di dollari.
Nel 2001 Genesys ha acquisito CallPath e le sue attività di computer telephony integration (CTI) da IBM. Nel 2002 l'azienda ha aggiunto il suo portale vocale e sistemi di Interactive Voice Response (IVR) acquisendo Telera di Campbell, California. In seguito nel 2006 ha espanso ulteriormente i suoi sistemi IVR con l'acquisizione di GMK e VoiceGenie.
Paul Segre (ex Chief Operations Officier) è succeduto a Wes Hayden come  CEO (Chief Executive Officer) di Genesys nell'ottobre del 2007.
Nel 2012, la società è passata sotto il controllo di Permira Funds con una partecipazione da parte di Technology Crossover Ventures.
Nel luglio 2016, l'investitore di private equity Hellman & Friedman ha acquistato una partecipazione da 900 milioni di dollari in Genesys dai proprietari di maggioranza Permira e Technology Crossover Ventures, valutando l'azienda a 3,8 miliardi di dollari.